# Лојанице
Лојанице је насеље у Србији у општини Владимирци у Мачванском округу. Према попису из 2022. било је 414 становника.

## Демографија
У насељу Лојанице живи 544 пунолетна становника, а просечна старост становништва износи 44,2 година (42,2 код мушкараца и 46,1 код жена). У насељу има 213 домаћинстава, а просечан број чланова по домаћинству је 3,01.
Ово насеље је великим делом насељено Србима (према попису из 2002. године), а у последња три пописа, примећен је пад у броју становника.

## Галерија
- Центар села
- Зграда МЗ
- Зграда МЗ
- Зграда школе
- Зграда школе
- Зграда школе

|  |

| Демографија | Демографија | Демографија |
| Година      | Становника  | Становника  |
| ----------- | ----------- | ----------- |
| 1948.       | 1.007       |             |
| 1953.       | 1.058       |             |
| 1961.       | 950         |             |
| 1971.       | 880         |             |
| 1981.       | 812         |             |
| 1991.       | 722         | 693         |
| 2002.       | 641         | 696         |

| Етнички састав према попису из 2002.‍ | Етнички састав према попису из 2002.‍ | Етнички састав према попису из 2002.‍ | Етнички састав према попису из 2002.‍ | Етнички састав према попису из 2002.‍ |
| ------------------------------------ | ------------------------------------ | ------------------------------------ | ------------------------------------ | ------------------------------------ |
|                                      |                                      |                                      |                                      |                                      |
| Срби                                 | Срби                                 |                                      | 634                                  | 98,90%                               |
| Словенци                             | Словенци                             |                                      | 1                                    | 0,15%                                |
| непознато                            | непознато                            |                                      | 2                                    | 0,31%                                |

| Година пописа     | 1948. | 1953. | 1961. | 1971. | 1981. | 1991. | 2002. |
| ----------------- | ----- | ----- | ----- | ----- | ----- | ----- | ----- |
| Број домаћинстава | 216   | 221   | 222   | 215   | 219   | 213   | 213   |

| Број чланова      | 1  | 2  | 3  | 4  | 5  | 6  | 7 | 8 | 9 | 10 и више | Просек |
| ----------------- | -- | -- | -- | -- | -- | -- | - | - | - | --------- | ------ |
| Број домаћинстава | 48 | 54 | 39 | 22 | 28 | 15 | 6 | 1 | 0 | 0         | 3,01   |

| Пол    | Укупно | Неожењен/Неудата | Ожењен/Удата | Удовац/Удовица | Разведен/Разведена | Непознато |
| ------ | ------ | ---------------- | ------------ | -------------- | ------------------ | --------- |
| Мушки  | 276    | 86               | 166          | 14             | 10                 | 0         |
| Женски | 283    | 40               | 171          | 66             | 6                  | 0         |
| УКУПНО | 559    | 126              | 337          | 80             | 16                 | 0         |

| Пол    | Укупно                    | Пољопривреда, лов и шумарство | Рибарство                            | Вађење руде и камена | Прерађивачка индустрија       |
| ------ | ------------------------- | ----------------------------- | ------------------------------------ | -------------------- | ----------------------------- |
| Мушки  | 193                       | 131                           | 0                                    | 0                    | 30                            |
| Женски | 151                       | 121                           | 0                                    | 0                    | 11                            |
| УКУПНО | 344                       | 252                           | 0                                    | 0                    | 41                            |
| Пол    | Производња и снабдевање   | Грађевинарство                | Трговина                             | Хотели и ресторани   | Саобраћај, складиштење и везе |
| Мушки  | 0                         | 13                            | 5                                    | 0                    | 3                             |
| Женски | 0                         | 0                             | 5                                    | 1                    | 0                             |
| УКУПНО | 0                         | 13                            | 10                                   | 1                    | 3                             |
| Пол    | Финансијско посредовање   | Некретнине                    | Државна управа и одбрана             | Образовање           | Здравствени и социјални рад   |
| Мушки  | 0                         | 1                             | 5                                    | 1                    | 1                             |
| Женски | 0                         | 1                             | 5                                    | 5                    | 2                             |
| УКУПНО | 0                         | 2                             | 10                                   | 6                    | 3                             |
| Пол    | Остале услужне активности | Приватна домаћинства          | Екстериторијалне организације и тела | Непознато            | Непознато                     |
| Мушки  | 2                         | 0                             | 0                                    | 1                    | 1                             |
| Женски | 0                         | 0                             | 0                                    | 0                    | 0                             |
| УКУПНО | 2                         | 0                             | 0                                    | 1                    | 1                             |